# Sisse Fisker
Sisse Fisker (født 8. august 1976 ved Tårs) er afgående (december 2022) direktør og kommende bestyrelsesformand i Smilfonden.
Hun er tidligere studievært på både DR og TV2. Fra januar 2007 til december 2014 var hun studievært på DR's daglige aktualitetsprogram Aftenshowet på DR1, og hun har været vært på motions- og sundhedsprogrammerne Ha' Det Godt. I sin tid på DR har hun også været med til at dække flere kongelige begivenheder og været vært på Dansk Danse Grand Prix 2007. Hun arbejdede tidligere på TV 2 Sporten i 5 år. Hun har medvirket i anden sæson af Vild med dans, hvor hun opnåede en tredjeplads, og deltaget i programmet Et glimt af Danmark.
Sisse Fisker dimitterede fra Hjørring Gymnasium i 1995. Hun har skrevet bogen Livets opskrift.

## Privatliv
Sisse Fisker danner par med Sune Mogensen og sammen har de to drenge, Samuel og Isak 
Begge hendes drenge er opereret for lyskebrok, hvilket gav hende idéen til, at oprette fonden SMILfonden , som hun nu er direktør for.

### Løb
Sisse Fisker gennemførte sit første maratonløb tilbage i 2001 ved Copenhagen Marathon, som løbende rapporter for TvDanmarks lokale nyheder i Skovlunde.
Det tog Sisse Fisker 3 timer, 51 minutter og ti sekunder at tilbagelægge maratondistancen ved Copenhagen Maraton i 2007.
Den 28. juni 2008 løb hun maratonløb i Sydafrika, Big Five Marathon, på savannen blandt vilde dyr.

## Filmografi
- Vild med dans (2005, sæson 2) - deltager, tredjeplads
- Prinsessens dåbsdag (2007) - vært
- Året der gik (2007) - vært
- Aftenshowet (2007-2018) - vært
- Danmarks Indsamling 2013 (2013) - vært